# Blenina hyblaeoides
Blenina hyblaeoides är en fjärilsart som beskrevs av Sir George Hamilton Kenrick 1917. Blenina hyblaeoides ingår i släktet Blenina och familjen trågspinnare. Inga underarter finns listade i Catalogue of Life.